# Ilia Calderón
Ilia Calderón Chamat (Istmina, Chocó, 15 de mayo de 1972) es una periodista afrocolombiana. Calderón es conductora del noticiero de Univisión junto a Jorge Ramos.
Se graduó en Trabajo social en la Universidad Pontificia Bolivariana. Fue presentadora en varios programas de noticias, los primeros en el canal regional Teleantioquia. En 1997 pasó a la televisión nacional al trabajar para el Noticiero CM&. Cuatro años más tarde, pasó a Telemundo, donde condujo la edición de fin de semana del Noticiero Telemundo y un segmento del extinto programa de la mañana Cada Día con María Antonieta, con María Antonieta Collins.
En 2005 atravesó con éxito una operación para extirpar un tumor en el útero.
En marzo de 2007 dejó Telemundo para pasar a la edición de fin de semana de Primer Impacto, en Univisión. En 2009 el conductor de Primer Impacto, Fernando del Rincón fue despedido e Ilia pasó a ser coconductora junto a Barbara Bermudo en la edición de lunes a viernes, dejando la de fines de semana a Satcha Pretto.
En 2010, mientras continuaba como coconductora de Primer Impacto, comenzó a trabajar también en el "Noticiero Univisión Edición Nocturna" emitido de lunes a viernes a las 23:30.
El 3 de junio de 2011 se anunció que Pamela Silva Conde se uniría a Primer Impacto, reemplazando a Ilia Calderón quien permanecería en el "Noticiero Univisión Edición Nocturna".
Está casada con Eugene Jang, con quien tiene una hija.